# Forges de la vallée de l'Ouzom
| \| Localisation sur la carte de France · Ferrières \| Localisation sur la carte de France Ferrières. |
| Localisation sur la carte de France · Ferrières                                                      |

Les forges de la vallée de l'Ouzom produisaient du fer dans des bas fourneaux, par la méthode de réduction directe. Elles utilisaient le minerai de fer extrait de la mine de Baburet, proche du village de Ferrières. Leur activité dura au moins 350 ans, de 1512 à 1866, mais des activités métallurgiques existaient, avant 1512, dans cette vallée.
Les forges étaient grandes consommatrices de charbon de bois. On estime ainsi qu'une forge utilisait, au XVIIIe siècle, une centaine d'hectares de forêts par an pour sa production de charbon. Les coupes étant effectuées tous les dix-huit ans environ, les maîtres de forges devaient disposer de 1 800 ha de bois par forge en activité. 
Cette condition, ajoutée à l'histoire particulière de la colonisation de la haute vallée de l'Ouzom (ou vallée de Ferrières) et à la situation géographique de la mine de Baburet (sur le territoire de la commune béarnaise de Louvie, dans la vallée voisine d'Ossau) sont des éléments essentiels pour la compréhension de leur histoire. 

## Les origines
Les gisements de fer de la vallée de l'Ouzom, aux confins du Béarn et de la Bigorre, furent, dit-on, exploités « de la plus haute antiquité ». 
L'ancien nom de « Ferrières-en-Aucun », Herrariis, figure dans le cartulaire de Bigorre au XIIIe siècle. Cette appellation, liée au fer, indique l'existence d'une ancienne exploitation (du latin : ferrarius, « qui concerne le fer »).
La première forge dont l'existence est certaine est la « forge de Louvie » ou « forge de dessus », située, dans la haute vallée de l'Ouzom en amont de Ferrières sur la rive gauche — béarnaise — de l'Ouzom, en contrebas de la mine de Baburet.
Cette forge, reconstruite par des forgeurs basques, originaires de Bergara en 1512 utilisait le minerai de la mine de Baburet, propriété du même seigneur de Louvie, à quelques centaines de mètres de la forge. Le seigneur de Louvie se revendiquait également propriétaire foncier de la quasi-totalité du territoire de Louvie (environ 2 300 ha) et possédait donc des droits exclusifs sur ses forêts qu'il faisait exploiter pour produire du charbon de bois. 
L'activité de cette forge eut un impact important sur la haute vallée de l'Ouzom. Le fer produit était commercialisé vers Oloron, Morlaàs, Tarbes et Lourdes. Son transport vers la plaine entraîna la création d'un chemin à travers les gorges de Caillabet. Le personnel d'une telle « mouline à fer » était réduit : quatre forgeurs. Mais les besoins en « travailleurs externes » étaient importants : mineurs, charbonniers et transporteurs. La petite agglomération qui se forma peu à peu, en amont de la forge, fut appelée Herrère-Dessus, ou Arbéost-Herrère. Elle se trouvait sur le territoire d'Arrens et de Marsous et dépendait de ces deux villages du val d'Azun.
En aval de la forge, en face de Baburet, sur la rive bigourdane, un autre hameau prit peu à peu de l'extension : les habitations qui s'élevèrent sur la rive gauche du Lanet formèrent le quartier Haugarou, dépendant d'Arrens et Marsous au point de vue territorial, celles de la rive droite se trouvaient dans la dépendance du village d'Aucun - on les désigna sous le nom de Herrère-Debat ou Aucun-Herrère ou encore les Ferrières d'Aucun. Sur la rive gauche de l'Ouzoum, en territoire de Béarn, se forma également le petit hameau appelé Eschartès, dépendant de Louvie.

## La constitution du «domaine d'Incamps»
En décembre 1588, le capitaine Antoine d'Incamps, obtint de Catherine de Bourbon, « lieutenante générale » en Béarn, au nom de son frère Henri IV, le droit de « reconstruire » une ferrerie située sur le bord de l'Ouzom, au quartier d'Asson appelé Arthez-Deçà. Le minerai devait être tiré d'une mine proche, la mine de Larreulet, dans le vallon de l'Arriusec. Pour produire le charbon de bois, nécessaire au fonctionnement de cette forge d'Asson, Antoine d'Incamps avait acquis le droit d'usage de forêts d'Asson (sur environ 800 ha). La forge d'Asson ne dut guère fonctionner car le minerai utilisé était difficile à réduire.
Antoine d'Incamps mourut en 1614, mais, en janvier 1612, son fils, François d'Incamps, avait acquis la seigneurie de Louvie et tous les droits qui en dépendaient. Il devint ainsi possesseur de la forge de Louvie et alimenta désormais sa forge d'Asson avec le minerai tiré de Baburet. Le domaine des Incamps comprenait désormais plus de 3 000 ha. 
Son petit-fils, Louis d'Incamps, obtint le titre de marquis de Louvie. Il soutint de longs procès avec les communautés d'Asson, de Bruges et de Louvie au sujet de la possession des bois de montagne. Il obtint gain de cause et fut en particulier reconnu seigneur direct et foncier de la huitième partie par indivis des montagnes et forêts d'Asson, avec la faculté de couper tout le bois nécessaire à l'alimentation de ses forges et le droit d'interdire aux habitants toute exportation de bois ou de charbon hors des limites de la commune.
Au début du XVIIe siècle, les Incamps possédaient la totalité du territoire de Louvie, les bois, les pâturages, la mine de Baburet, des carrières d'ardoise et de marbre, tous les droits qui y étaient attachés et un huitième du territoire d'Asson, soit environ 3 100 ha, dont près de 2 000 ha de bois et taillis garantissant leur approvisionnement en charbon de bois. L'activité de la forge d'Asson entraîna la création du petit hameau des Oules où se fixa une population de journaliers et de charbonniers.
En 1631, Pierre de Claverie, seigneur d'Arudy, se fit concéder par les habitants de Béost le droit d'ouvrir des mines dans les dépendances de cette commune — les mines de Groute la Herrère — dans la vallée de l'Ouzom. Il acheta, en 1635, le droit de coupe dans les bois de Jaut, Arriste et Laportère, dans les montagnes de Louvie-Juzon. Et en 1666 son petit-fils, Jean Cosme de Claverie obtint des droits analogues en vallée de l'Ouzom, dans les territoires d'Arrens, Marsous et Aucun, avec faculté d'établir des forges. Une forge, dite forge du milieu sur la carte de Cassini, fut alors établie en aval de la Herrère d'Aucun, en face du hameau des Eschartès. Le concessionnaire ne poursuivit pas longtemps son exploitation. En 1678, il vendit à Louis d'Incamps les bâtiments et forges qu'il avait établis, les droits qu'il possédait sur les montagnes de Béost et dans les bois de Louvie-Juzon.
Les Incamps poursuivirent une politique d'acquisition de terres et de droits sur les forêts. Leur domaine foncier s'étendit finalement sur environ 4 500 ha dans les territoires d'Asson, Louvie, Louvie-Juzon, Arbéost, Béost, Aste, Béon, Arudy et Laruns. Ils avaient aussi les droits de coupe dépendant de la forge de Claverie dans des forêts d'Estrèm de Salles, du Val d'Azun et de Saint-Pé.
La gestion des forêts était rigoureuse, les bois surveillés en permanence par des gardes, les coupes « illégales » et le pâturage des chèvres sévèrement réprimés. Au XVIIIe siècle, on estime que 600 personnes travaillaient à la fabrication et à l'acheminement du charbon de bois pour le besoin des forges de la vallée de l'Ouzom.

## L'évolution technique de la fin duXVIIesiècle
Les forges de Louvie, de Claverie et d'Asson étaient des forges utilisant les procédés de la métallurgie dite « basque » (des provinces de Biscaye et Guipuscoa). Le minerai était transformé dans un bas-fourneau alimenté en air par des soufflets. Le « massé » obtenu — un bloc de fer contenant encore des scories — d'un poids de 50 à 60 kg était ensuite épuré par martelage sous un lourd marteau. Marteau et soufflets étaient actionnés par des roues hydrauliques. Le marteau servait ensuite à façonner des « fers marchands » prêts à être commercialisés en barres de différentes sortes.
Les forges du Pays de Foix utilisaient depuis le XVIe siècle, un autre dispositif de soufflerie d'origine génoise, les « trompes hydrauliques », dispositif dans lequel le passage de l'eau à l'intérieur de tubes verticaux entraîne l'air qui est ensuite séparé de l'eau dans une « caisse à vent ». Cet air sous pression est insufflé dans les tuyères du bas-fourneau. Alors que les soufflets étaient d'un entretien difficile et coûteux, les trompes ne demandaient que très peu d'interventions. Ce type d'installation — la « forge à la catalane » — remplaça peu à peu les « forges à la biscaïenne » dans les Pyrénées centrales et occidentales.
En 1663 ou peu avant, Louis d'Incamps adopta le dispositif des trompes. Cela impliquait de reconstruire des bâtiments adaptés. Les trompes exigeaient en effet plus d'eau que les soufflets à roue hydraulique et une hauteur de chute de quelques mètres. La forge de Nogarot, construite en aval de Ferrières, dans un emplacement plus adapté, remplaça celle de Louvie. La forge d'Asson fut reconstruite sur place. La forge de Louvie et celle de Claverie ne furent plus utilisées que comme de simples martinets. Cette évolution entraîna aussi le remplacement des forgeurs basques par des forgeurs ariégeois.
En 1690, le fils de Louis d'Incamps, Paul d'Incamps fit construire, non loin du « château des forges » (un manoir qui dominait la forge), une chapelle dédiée à saint Paul. Autour d'elle s'édifia un nouveau hameau. La forge d'Asson fut désormais nommée forge de Saint-Paul. 
Outre les forgeurs et les charbonniers, les forges faisaient travailler une quinzaine de mineurs, des charroyeurs transportant le minerai ou le fer, des charpentiers réparant les bâtiments, les roues hydrauliques, les digues des prises d'eaux, et des journaliers.
Installés le long de l'Ouzom, du Béez ou du Gave, les martinets d'Asson, Capbis, Igon et Nay transformaient le fer des forges en outils et notamment en faux. On trouvait aussi de petits ateliers de cloutiers un peu partout dans la vallée et une douzaine de petits martinets installés — sans autorisation, mais tolérés par César d'Incamps — aux Ferrières d'Aucun ainsi qu'au nouveau hameau qui s'était construit près de la forge de Nogarot (hameau également dénommé « la Herrère »).

## Les Angosse
En 1772, Jean-Paul d'Angosse hérita de son oncle César d'Incamps. Les deux forges, celles de Nogarot et d'Asson, étaient alors en pleine activité. Chacune produisait, en moyenne, 2 200 quintaux (90 tonnes) de fer par an. Elles étaient affermées et Jean-Paul d'Angosse en tirait un revenu considérable, évalué à 30 000 livres par an. La remarquable organisation des forges et de la mine de Baburet à cette époque est soulignée par le baron de Dietrich. 
En 1787, il obtint, malgré la vive résistance d'Asson, la création de la communauté indépendante d'Arthez-d'Asson : une enclave à l'intérieur du territoire d'Asson, taillée sur mesure pour le maître de forges dont le château était le centre géographique du territoire.
Outre les procès entamés, parfois depuis des siècles, par les communautés qui contestaient ses droits, Jean-Paul d'Angosse eut à gérer des situations délicates.

### La concurrence de la forge de Béon
En 1769, Jean-Joseph d'Augerot, greffier en chef du Parlement de Navarre fit construire une forge en vallée d'Ossau à Béon. La forge de Béon utilisa d'abord le minerai d'anciennes mines à Aste. Le minerai épuisé, d'Augerot obtint de la communauté de Béost, le droit d'utiliser la minière de Groute-La Herrère (la minière utilisée par la forge de Claverie de sa construction en 1631 à sa vente à Louis d'Incamps en 1678).
César d'Incamps tenta de s'opposer à l'entreprise de d'Augerot et Jean-Paul d'Angosse envisagea de remettre en fonctionnement la forge de Claverie et de récupérer ainsi les droits sur la minière de Groute-La Herrère. Il réussit à obtenir, en 1780, l'autorisation de construire une nouvelle forge, en vallée d'Ossau, à une lieue en amont de celle de Béon : la forge d'Izale. Cette nouvelle forge n'avait pour but que d'éliminer celle de son concurrent — par une concurrence exacerbée sur les minerais et les forêts. 
D'Augerot put obtenir la suspension des travaux de la forge d'Izale, mais il avait épuisé tous les minerais de fer de la vallée d'Ossau et s'approvisionnait dans la vallée de Baïgorry, malgré l'éloignement et les énormes frais de transport qui en résultaient. Il renonça bientôt à exploiter lui-même la forge qu'il afferma en 1790 à un maître de forges ariégeois, Guillaume de Luppé.

### La période révolutionnaire
Élu député de la noblesse d'Armagnac aux États généraux, Jean-Paul d'Angosse séjournait à Paris, quand son épouse et son fils aîné, Charles, émigrèrent en Espagne en 1791. Guillaume de Luppé profita de l'absence de Jean-Paul d'Angosse pour envoyer des ouvriers extraire du minerai de fer dans la mine de Baburet. Condamné à une lourde amende, il entreprit, aidé par d'Augerot, de débaucher les ouvriers et les charbonniers employés par Angosse.
La situation politique et militaire de l'année 1793 rendit Jean-Paul d'Angosse « suspect ». Son zèle à fournir en armes l'Armée des Pyrénées-Occidentales ne suffit pas à faire oublier sa situation de « ci-devant noble », aggravée par l'émigration de son épouse et de son fils. D'Augerot et de Luppé finirent par obtenir l'autorisation d'extraire du minerai de Baburet. La mine fut partagée en février 1794, la partie ouest revenant à d'Angosse et la partie est à d'Augerot.
Durant la même période les propriétaires des petits martinets établis autour de Ferrières entreprirent de convertir leurs ateliers en forges rudimentaires pour y fondre du minerai qu'ils dérobaient à Baburet. Leur consommation de charbon de bois finit par entraîner la dévastation des forêts voisines. Jean-Paul d'Angosse obtint à plusieurs reprises le démantèlement de leurs installations, aussitôt reconstruites après le passage des commissaires. De plus, de nombreux « particuliers » se mirent à « fondre du minerai » dans des lieux isolés en utilisant des soufflets portatifs. Toutes ces activités — illégales — entrainaient une consommation de bois excessive, et les forêts étaient d'autant plus dégradées que leur surveillance ne pouvait plus être assurée. Les communes d'Asson, Bruges, Béost et Louvie-Soubiron engagèrent de nouveau procès pour tenter de récupérer les droits sur les forêts et les communaux.
Attaqué de tous côtés, Jean-Paul d'Angosse réussit à faire front et à faire reconnaître son zèle à soutenir les « armées de la République » — au prix de nombreuses concessions et d'importants sacrifices financiers. En 1797, un rapport très favorable de l'ingénieur des mines Muthuon l'aida à faire casser par le Conseil des Anciens l'arrêté de partage de la mine de Baburet.

### Les forges auXIXesiècle
Jean-Paul d'Angose mourut en 1798. Depuis 1791, il avait été secondé par son fils Armand et il venait de lui affermer ses forges.
À 22 ans, Armand d'Angosse devint le nouveau maître des forges d'Asson et de Nogarot. Les travaux de la nouvelle forge d'Izale furent repris en 1800 et une nouvelle mine ouverte près du col de Louvie. Les inondations catastrophiques du 19 novembre 1800, qui frappèrent durement toutes les Pyrénées occidentales, endommagèrent gravement les forges d'Izale et de Nogarot, et détruisirent les prises d'eau et les canaux. La catastrophe eut toutefois, pour Armand d'Angosse, une conséquence bénéfique : Guillaume de Luppé abandonna la forge de Béon et lui en transféra le bail. Dès lors, la forge d'Izale perdit de son importance et on en arrêta les travaux.
Armand laissa la gestion des forges à son frère aîné Charles rentré en France en 1801. L'ensemble des « forges d'Angosse » comprenait désormais les forges d'Arthez-d'Asson et de Nogarot en vallée de l'Ouzom et la forge de Béon en vallée d'Ossau — toutes alimentées en minerai par la mine de Baburet —, un très vaste domaine foncier (4 500 ha), comprenant plus de 3 000 ha de forêts et les routes, ponts et infrastructures nécessaires à leur exploitation. Un nouveau chemin charretier fut aménagé entre Arthez-d'Asson et Béon pour acheminer le minerai de Baburet jusqu'à la forge de Béon. Ces forges employaient 500 ouvriers à l'hiver 1803. En 1825, Charles racheta la forge de Béon aux héritiers de d'Augerot.
Après la mort de Charles en 1835, Armand reprit la gestion des forges qu'il assura jusqu'à sa mort en 1852. L'héritier des forges, Charles d'Angosse, fils de Casimir d'Angosse se désintéressa peu à peu de leur gestion, abandonnée à des commis. Les forges périclitèrent peu à peu, jusqu'à leur fermeture définitive en 1866.
La première moitié du XIXe siècle avait été la période la plus brillante des forges de la vallée de l'Ouzom, sous la gestion d'Armand d'Angosse. Bien gérées et bien « conduites » par des forgeurs ariégeois compétents elles atteignirent alors le rendement maximum que l'on pouvait attendre d'une forge de ce type, une production de fer d'environ 180 tonnes par forge et par an. Les fers des « forges d'Angosse » étaient commercialisés pour les besoins locaux des ateliers métallurgiques (martinets, fabricants d'outils, cloutiers). Le métal fourni — fer et aciers — était réputé et fut même pressenti pour être présenté à l'Exposition universelle de 1855.
Mais, dès le milieu du XIXe siècle, les « forges à la catalane » ne pouvaient plus faire face à la concurrence des hauts-fourneaux. Dès 1859, la situation devint difficile et Charles d'Angosse ne conserva plus en activité que la forge de Nogarot. Sa fermeture définitive en 1866 marqua la fin des « forges d'Angosse ».

## Patrimoine
- Les sites des forges d'Arthez d'Asson, de Béon et d'Izale montrent des ensembles intéressants caractéristiques de l'architecture et de l'organisation des « forges à la catalane » au XIXe siècle.
- Les restes de la forge de Nogarot ont été intégrés dans la cave d'affinage d'une exploitation agricole produisant des fromages.
- La mine de Baburet, abandonnée depuis 1962, garde un travers-banc d'une centaine de mètres.
- Le « château des forges », à Arthez-d'Asson et ses écuries monumentales font également partie d'une exploitation agricole.
- L'ancien chemin de Louvie-Soubiron à Ferrières par le Col de Louvie et une partie du chemin charretier — le « cami de las fargas » (le chemin des forges) — d'Arthez-d'Asson à Louvie-Juzon et Béon peuvent constituer des itinéraires de randonnée.